# Lierse Dom
De Lierse Dom is rijksmonument en kenmerkend voor het stedelijke silhouet van De Lier, gemeente Westland. De scheefgezakte, stompe en laatgotische toren en de bijbehorende kerk zijn gebouwd rond het midden van de 15e eeuw. Hiervoor stond een kleinere kerk uit 1245.

## Bouw
De Lier werd bewoond vanaf ongeveer 1140. Dat bleek bij een opgraving van brugpalen van het kasteel Uiterlier, waarvan die palen jaarringen bevatten uit 1140. Het kasteel had een kapel voor leden van het geslacht Uiterlier, waar omwonenden waarschijnlijk ook naartoe konden. Voordat De Lier een eigen parochie had, behoorde het gebied ten zuiden van de Lee bij de parochie van Maasland. De kerk van Maasland was grafelijk bezit tot het in 1241 werd geschonken aan de Duitse Orde. Na deze wisseling, vroegen de inwoners van De Lier toestemming om een eigen kerk te mogen bouwen, dat zij kregen van de bisschop van Utrecht, Otto, in 1245. De nieuw gevormde parochie ging bestaan uit stukken van de parochies van Naaldwijk, Maasland en 't Woudt.
De eerste kerk die gebouwd werd was waarschijnlijk sober, gedeeltelijk van hout en met een fundering van kloostermoppen. Hier is echter niets van teruggevonden. Wel is er tijdens de restauratie van de kerk in de jaren vijftig van de twintigste eeuw een stenen wijnbeker uit de dertiende eeuw gevonden. Later is deze houten kerk vervangen door een stenen kerk die kleiner was dan het huidige gebouw. Wellicht staan de huidige pilaren op de buitenmuren van dat gebouw. Wanneer de huidige kerk precies gebouwd is, is door het ontbreken van archiefstukken, niet bekend. Zowel de toren als de kerk worden geschat op vroeg-vijftiende-eeuws. Bekend uit het cartularium van Naaldwijk, is dat er in 1423 reparaties aan de kerk in De Lier zijn uitgevoerd. Uit een andere bron, een overzicht uit ongeveer 1490 met inkomsten van de pastoor, wordt beschreven dat in dat jaar kleiputten zijn verkocht. Kleiputten ontstaan bij het afgraven van klei om bakstenen van te maken. Wellicht dat die bakstenen voor de bouw van de kerk gebruikt zijn.

## Beschrijving

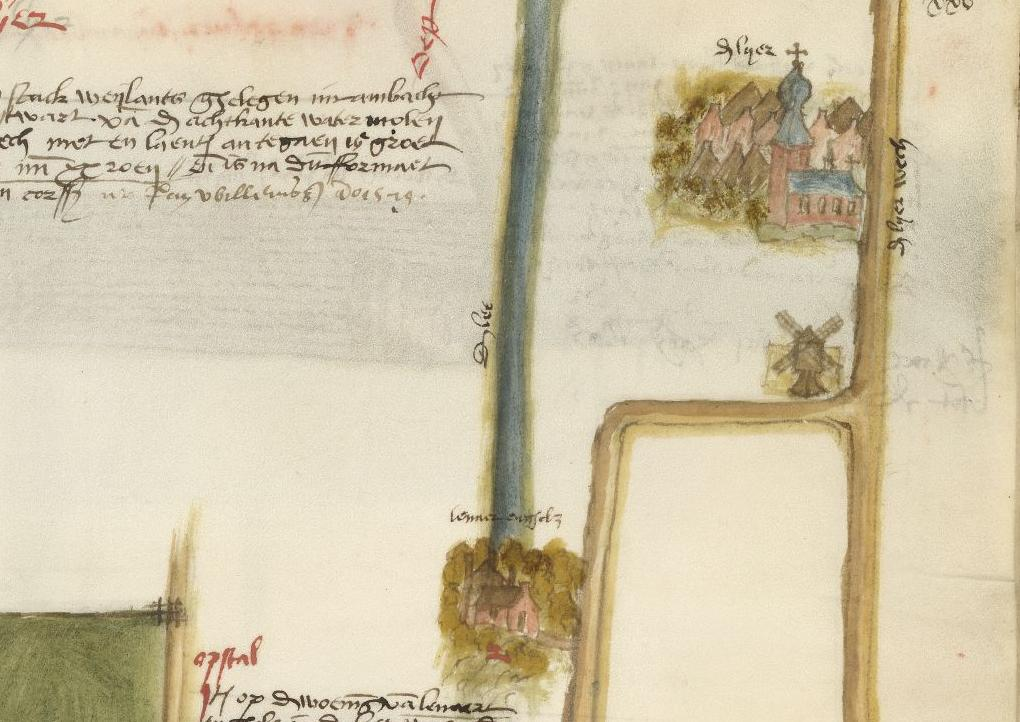
De Lier of De Lyer schematisch afgebeeld op een kaart uit 1566. Afgebeeld is kerk en toren met ui-vormige spits.

De kerk is gebouwd in de Hollandse gotiek bouwstijl. Het pseudo-basilikale schip bevat drie beuken en een lager driezijdig gesloten koor. Het dak wordt vastgehouden met tongewelven en trekbalken. Aan beide kanten van het koor bevinden zich kapellen. De pilaren zijn gemaakt van bakstenen, afgewisseld met lagen natuursteen. Ze zijn nu kaal; aanvankelijk waren de pilaren bepleisterd. De lagen natuursteen zorgden ervoor dat de net gemetselde bakstenen niet uiteen zakten. Veelal zijn deze lagen natuursteen gemerkt met steenhouwersmerken.
De toren is in dezelfde periode gebouwd, doch eerder dan de kerk, en bestaat uit drie geledingen. Het bouwmateriaal waaruit de toren bestaat, is baksteen. Meteen tijdens de bouw verzakte de toren. Om die reden hebben de bouwers geprobeerd de tweede en derde laag daar recht op te zetten. Hierdoor zijn de drie geledingen in de toren ontstaan. De hoogte van de toren is nu 30 meter. Toen de spits er nog op stond, was hij hoger. De toren had een ui-vormige spits en was een baken voor de scheepvaart op de Maas. In die tijd stroomde de Maas dan ook dichter bij het dorp dan nu. Bij een brand in 1572 is de spits verloren gegaan en nooit meer herbouwd.

## Naam
De naam van kerk met de toren is Lierse Dom. Waar de naam 'dom' vandaan komt is niet bekend. Het kan in ieder geval niet komen van 'bisschoppelijke kerk' zoals de Dom van Utrecht. Het is waarschijnlijk dat de naam in de volksmond gebruikt werd om een toren zonder spits aan te duiden. Iets dat ook in andere plaatsen gebeurde.

## Geschiedenis

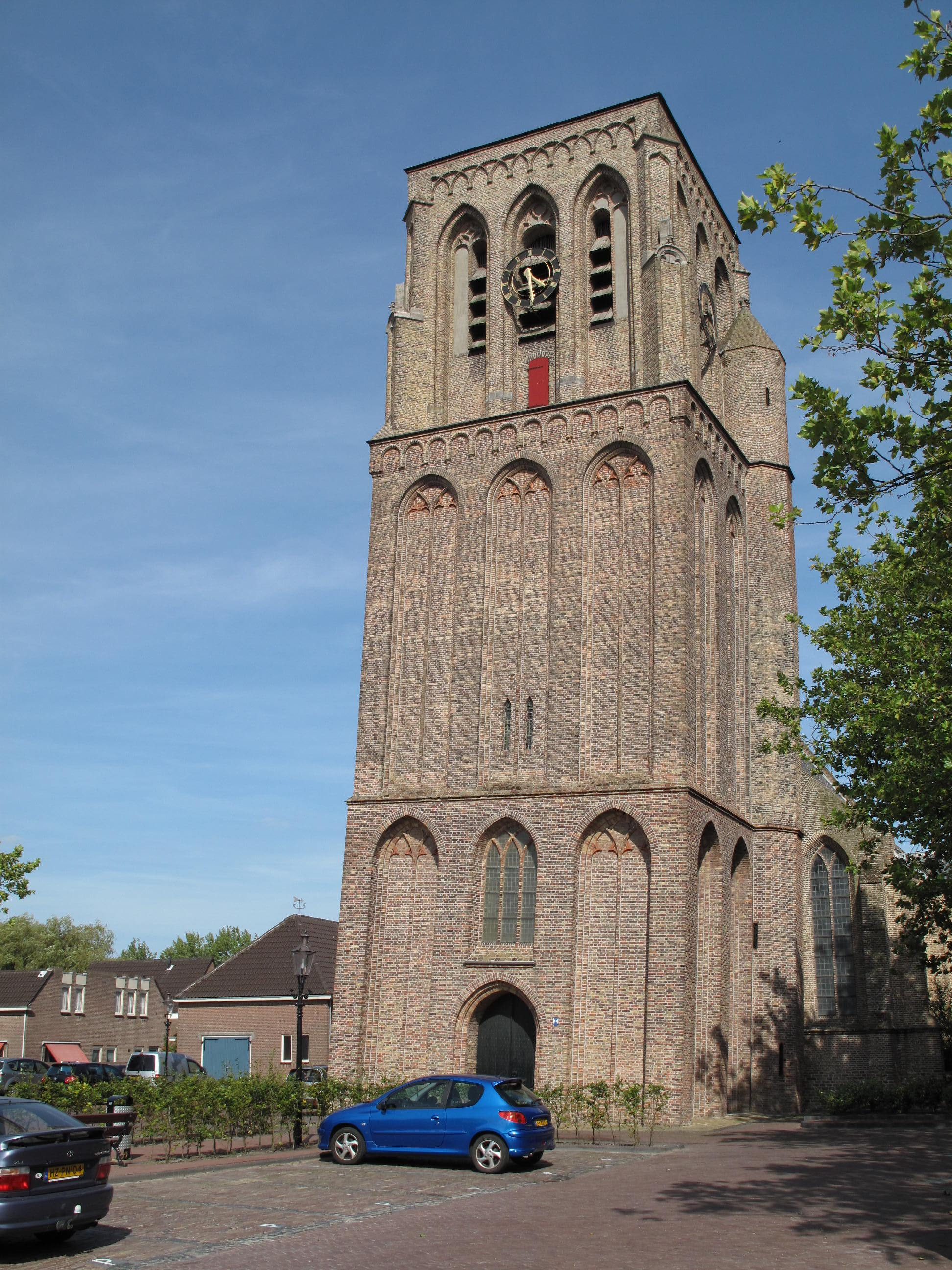
Hier is goed te zien dat de kerktoren uit drie lagen bestaat. De twee bovenste lagen werden zo gebouwd dat zij de scheve weggezakte onderste laag compenseerden.

De keuze van patroonheilige werd bepaald door de Duitse Orde en viel op Sint-Joris. Deze heilige zou een draak gedood hebben en was een logische keuze van de ridderlijke orde. In de kerk kwam een beeld van Sint-Joris te paard, versierd met zilveren platen. Al snel ging het verhaal dat het beeld wonderlijke uitwerkingen kon hebben en groeide de kerk uit tot een bedevaartsplaats. Mensen kwamen naar het beeld voor genezing van ziekten en kwalen. Ook notabelen kwamen naar het beeld zoals Margaretha van Kleef, vrouw van graaf Albrecht van Beieren, en Karel de Stoute, hertog van Bourgondië en graaf van Holland in 1469. Ook voor boetedoening hebben mensen een bedevaart moeten ondernemen naar de kerk.
Jaarlijks, op de feestdag van Sint-Joris op 23 april werd er een processie naar Delft gehouden. De stoet ging lopend met het beeld en de pastoor voorop naar Delft. In Delft aangekomen, ging de poort van de Waterslootse of Sint-Jorispoort, na het zingen van een vers uit psalm 24, open en maakte de stoet een ronde door de stad onder klokgelui, voor het weer terug naar De Lier ging. Deze processie trok in Delft veel bekijks.
De pastoor werd onderhouden uit inkomsten verkregen uit verhuur van landerijen en landrenten en schenkingen. Bij een schenking was het vaak de bedoeling dat de schenker iets terugkreeg, bijvoorbeeld dat hij genoemd zou worden in een gebed. Omdat de namen van schenkers bijgehouden zijn, is het mogelijk geweest om de stamboom van het geslacht Uiterlier op te kunnen maken.
Een beroemd pastoor en predikant van de kerk was Arent Dircksz. Vos. In 1566 ging hij tijdens de reformatie over van het katholieke geloof naar het hervormde geloof, hoewel hij eerder in 1553 al besloot niet meer de Sint-Jorisprocessie naar Delft te leiden. Dat vond hij maar onzin. De reformatie in de Nederlanden was een van de redenen van de Opstand tegen de Spaanse macht. Vanaf 1566 besloot hij de mis alleen nog in het Nederlands te doen, in plaats van het Latijn, vernielde hij eigenhandig de beelden in de kerk, inclusief die van Sint-Joris en ging hij kinderen dopen zonder doopvont. Parochianen die nog wel de oude dienst wilden volgen, konden nog wel terecht bij de kapelaan van de kerk. Doordat hij niet meer de katholieke regels volgde werd het hem verboden nog langer te preken, maar daar trok hij zich niets van aan. Uiteindelijk werd hij gevangengenomen en werd hij samen met drie andere ambtsgenoten, na als priester te zijn ontwijd, ter dood veroordeeld. Na eerst te zijn gewurgd belandde hij in 1570 op de brandstapel in Den Haag. Hij was dichter van enkele geuzenliederen, waaronder: ‘Slaet opten trommele’.

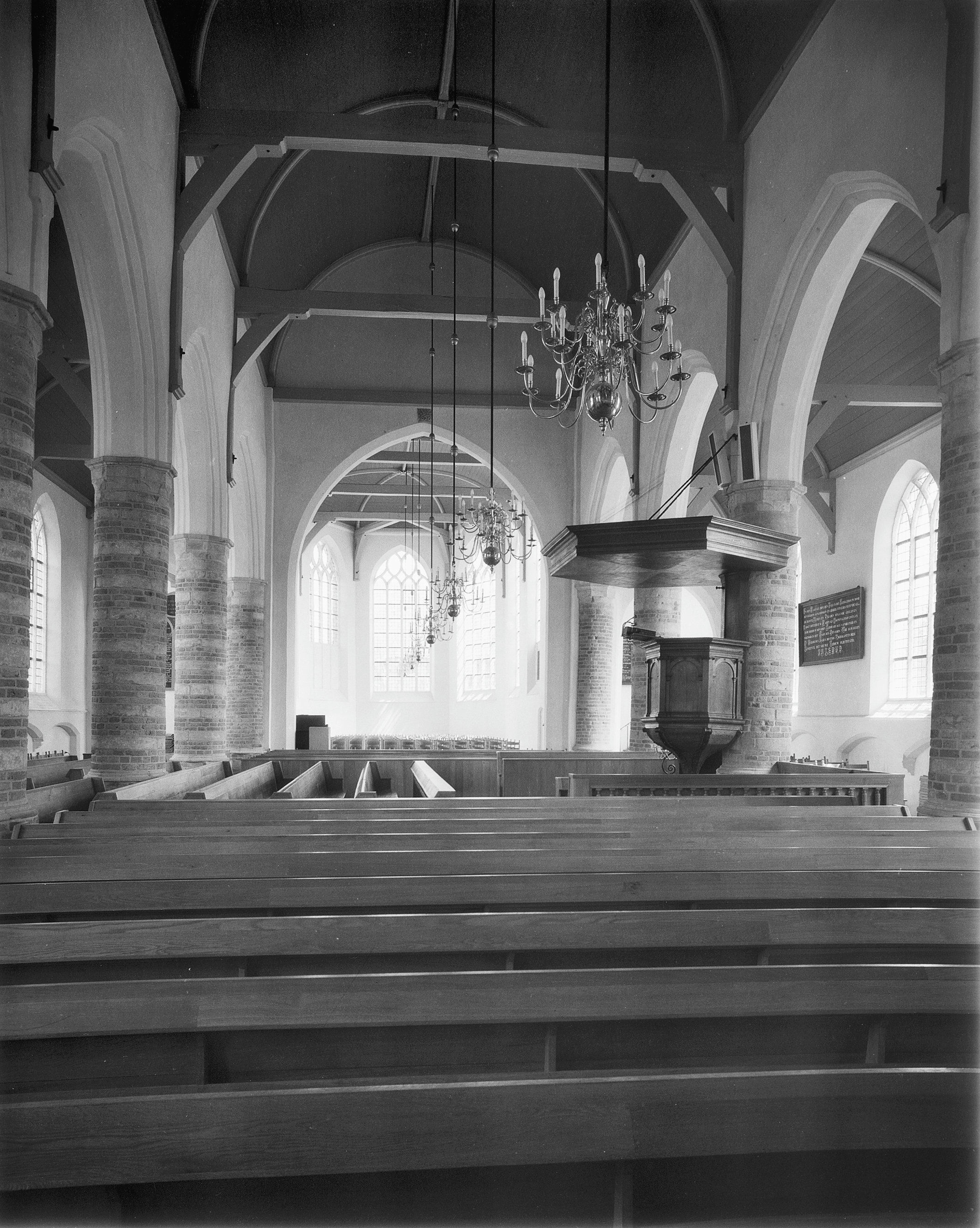
Interieur van de kerk, kijkend naar het oosten.

Nadat Vos op de brandstapel eindigde kwam er een nieuwe pastoor, dit werd Hubertus Adriaansz. Ook hij zou als een martelaar sterven. Een deel van de Lierse bevolking was een aanhanger van Vos en vonden Adriaansz schuldig aan de dood van Vos. Toen ook de geuzen dichterbij kwamen voelde de nieuwe pastoor zich niet meer veilig en vertrok naar het Spaanse Leger, dat rond Leiden lag. Kennelijk was het weer wat veiliger geworden, want hij ging later weer terug naar De Lier. Daar werd hij 's nachts overvallen door Delftenaren en ontvoerd naar Delft waar hij werd opgesloten, waarschijnlijk in een kerker onder het stadhuis. In 1574 werd hij ter dood gebracht door middel van ophanging op de Grote Markt.
In 1572 kwamen de watergeuzen aan land bij Brielle en vermoordden 19 katholieke geestelijken (Martelaren van Gorkum), waaronder de pastoor en kapelaan van Monster. Hierna staken zij de Maas over en plunderden kerken en kloosters in het Westland. In deze roerige tijden zou de Lierse kerk op 3 juli 1572 zijn afgebrand door blikseminslag. Aannemelijker is dat de kerk in brand is gestoken door de geuzen. Meerdere bronnen van die tijd wijzen hier op. Pas vanaf 1659 wordt er gesproken over blikseminslag.
Nadat de kerk geheel was afgebrand werden de kerkdiensten een paar jaar waarschijnlijk in een stal of schuur gehouden. In 1590 werd het koor hersteld en konden de diensten weer in de kerk gehouden worden. De rest van het schip was nog open, tot ook dat een dak kreeg bij de restauratie van 1658-1659. Het werk was begroot op 14.000 gulden wat voor het dorp te veel was om zelf te kunnen betalen. Zodoende ging het bestuur van de kerk en de dominee eerst bij de provincie en de ambachtsheer van De Lier, Adam van Lockhorst geld vragen. Van de provincie ontvingen ze 1.500 gulden en van Van Lockhorst 1.000 gulden. Voor het overige geld ging men bedelen bij stadsbesturen in het land. Uiteindelijk werd er 11.965 gulden opgehaald. Op 4 april 1658 werd de eerste steen gelegd en op 18 mei 1659 werd de kerk weer in gebruik genomen. Het werk heeft 10.930 gulden gekost.
Al vanaf de zeventiende eeuw was de toren in een slechte staat. Toen, maar ook in de negentiende eeuw en recenter in 1920 werd overwogen om de bouwvallige toren te slopen. Uiteindelijk heeft men toch steeds hiervan afgezien en de toren opgeknapt.
Gedurende de Tweede Wereldoorlog werden in De Lier verschillende scholen gevorderd door de Duitsers alsook de pastorie van kerk. Zowel de hervormde school als de gymnastiekvereniging wilden gebruikmaken van het koor van de kerk voor hun activiteiten. De kerkklokken zijn door de Duitsers verwijderd, om deze om te smelten voor gebruik in de Duitse industrie. In 1977 is in de toren een carillon aangebracht met 36 klokken.